# NXIVM
NXIVM (/ˈnɛksiəm/ NEKS-ee-əm) là một tổ chức kinh doanh đa cấp cung cấp các hội thảo phát triển cá nhân chuyên nghiệp. Có trụ sở ở Quận Albany, New York, NXIVM được Keith Raniere thành lập vào năm 1998. Nhiều mẫu tin trên báo, cựu thành viên mô tả NXIVM là một giáo phái.

## Lịch sử
Hệ thống đào tạo của NXIVM được quản lý thông qua các chương trình điều hành theo kiểu Inc.. Việc đào tạo sử dụng một kỹ thuật được gọi là "điều tra hợp lý" để tạo điều kiện phát triển cá nhân và chuyên môn. Trong các cuộc hội thảo, học sinh tham khảo Keith Raniere và Chủ tịch NXIVM Nancy Salzman như là "Tiên phong" và "Thượng Lưu", hay những từ giống vậy. Theo báo cáo, hơn 12.000 người đã tham dự các lớp học từ khi thành lập vào năm 1998 và năm 2010.

### Chuyến thăm của Đức Đạt Lai Lạt Ma đến Albany
Chuyến viếng thăm kế hoạch của Đức Đạt Lai Lạt Ma thứ 14 tới Albany trong năm 2009 - được tổ chức bởi Tổ chức Nguyên tắc Đạo đức Thế giới, một tổ chức được thành lập bởi Clare và Sara Bronfman và người sáng lập NXIVM Keith Raniere - đã bị huỷ bỏ do dư luận tiêu cực xung quanh NXIVM. Tuy nhiên, Đức Đạt Lai Lạt Ma sau đó đã cân nhắc lại, chấp nhận lời mời của NXIVM và đã phát biểu tại Nhà hát cung điện của Albany vào tháng 5 năm 2009.

## Những khách hàng đáng chú ý
Khách hàng của nó bao gồm Richard Branson cũng như nữ diễn viên Linda Evans, Allison Mack, Kristin Kreuk và Nicki Clyne. Theo tạp chí Forbes, 3.700 người đã tham gia Chương trình Quản lý thành công vào năm 2003, bao gồm Sheila Johnson, đồng sáng lập của BET; Antonia Novello, cựu bác sĩ phẫu thuật của Hoa Kỳ; Stephen Cooper của Enron; và Ana Cristina Fox, con gái của cựu tổng thống México Vicente Fox. Emiliano Salinas (con trai của cựu tổng thống Carlos Salinas), đã được xác định bởi tạp chí Proceso là "giám đốc" tại México cho NXIVM.

## Sự chỉ trích

### Báo cáo của Forbes
Tháng 10 năm 2003, tạp chí Forbes mô tả một bài báo tập trung vào NXIVM và một số bên liên quan. Ban đầu dự định tập trung vào NXIVM, tác phẩm cũng sẽ tập trung vào người sáng lập Keith Raniere và cuộc đời của ông. Sự nổi lên của NXIVM đến vào thời điểm khi nhu cầu của các nhà quản lý ở mức cao, với một số huấn luyện viên tính phí 25,000 Mỹ kim mỗi ngày. Những người ủng hộ cho rằng hội thảo tập trung vào trọng tâm hơn, và được miêu tả là một "M.BA. thực tế". Các nhà phê bình trích dẫn số lượng bí mật - sinh viên ký một bản thoả thuận không tiết lộ - và sức mạnh mà Raniere có trong hoạt động và sinh viên. John Hochman, một nhà tâm lý học pháp y tại UCLA, mô tả NXIVM là "một vương quốc", và một cựu sinh viên miêu tả là trở nên mệt mỏi về thể chất sau khi trải qua 17 ngày hội thảo và cần kiểm tra chính mình ở bệnh viện. Sau khi bài báo được phát hành, Sitrick và Công ty, mộtcông ty quan hệ công chúng đã được thuê để làm việc trên báo chí xung quanh công ty, nhưng sau đó có thể chia tay với NXIVM.
Một bài báo năm 2006 được phát hành về các chị em Bronfman, nói rằng họ đã lấy một khoản tín dụng để cho NXIVM vay 2 triệu USD, hoàn trả thông qua các buổi huấn luyện cá nhân của đồng sáng lập Nancy Salzman và cho Salzman sẵn sàng nhận cuộc gọi từ Clare.
Một bài báo tiếp theo năm 2010 của tạp chí Forbes đã thảo luận về các hợp đồng mua bán hàng hoá và bất động sản được thực hiện theo lời khuyên của Raniere đã đi sai. Về mối quan hệ của Edgar Bronfman với các con gái, cố vấn của ông đã đưa ra một tuyên bố nói rằng "không có sự thay đổi trong mối quan hệ tuyệt vời giữa Edgar M. Bronfman và con gái ông, Clare và Sara"."

### Kiện tụng
Năm 2003, NXIVM kiện Viện Ross cáo buộc vi phạm bản quyền để xuất bản trích đoạn nội dung từ hướng dẫn sử dụng của nó trong ba bài báo quan trọng do ủy ban điều tra văn hoá Rick Alan Ross ủy thác và đăng trên trang web của ông. Ross đã đăng một bài đánh giá của nhà tâm lý học về cuốn sách "bí mật" của NXIVM trên trang web của ông - báo cáo gọi là chế độ "tẩy não đắt tiền". Cẩm nang do Ross thu thập được từ cựu thành viên Stephanie Franco, đồng phạm trong phiên tòa, người đã ký một một bản thoả thuận không tiết lộ hông tin từ sổ tay cho người khác. NXIVM đã kiện cả hai ở New York và New Jersey, nhưng cả hai đều bị đuổi việc.

### Thời báo New York và vạch trần 20/20
Năm 2017, Thời báo New York báo cáo rằng "tình chị em bí mật" trong NXIVM đã đề cập đến các thành viên nữ là "nô lệ", cho dấu sắt nung bằng tên tắt của Raniere trên cơ thể họ và yêu cầu họ cung cấp ảnh khỏa thân hoặc thông tin có thể gây tổn hại khác về bản thân nếu họ muốn tham gia.
Vào ngày 15 tháng 12 năm 2017, tạp chí tin tức ABC 20/20 phát sóng một cuộc triển lãm với các cuộc phỏng vấn với nhiều cựu thành viên NXIVM ủng hộ; báo cáo bao gồm một cuộc phỏng vấn với mẹ của nữ diễn viên Ấn Độ Oxenberg, người đã cáo buộc rằng con gái cô đang gặp nguy hiểm do công ty. Một số cựu thành viên báo cáo về xâm hại tình dục do các nhà lãnh đạo NXIVM thực hiện.

### Bị bắt
Tháng 3 năm 2018, Raniere bị truy tố về tội liên quan đến liên bang sau khi bị bắt ở México về tội buôn bán tình dục.
Keith Raniere bị cáo buộc có vấn đề về rối loạn cương dương nhưng đã cố che đậy bằng cách nói dối, Daniela - một trong những nô lệ tình dục đã làm chứng trong phiên tòa ngày 23 tháng 5 năm 2019. Làm chứng tại phiên tòa, Daniela cho biết Raniere đã rất lo lắng đến việc những nô lệ tình dục của ông ta sẽ tăng cân đến nỗi đặt một máy quay gián điệp trong nhà bếp của căn nhà ở Flintlock Drive thuộc vùng ngoại ô Halfmoon (Thành phố New York), nơi Raniere chung sống với ít nhất 3 nô lệ tình dục, bao gồm cả chị gái Mariana của Daniela, người bị chứng cuồng ăn. Raniere thích mẫu phụ nữ gầy và buộc những nô lệ tình dục của mình phải tuân theo các chế độ ăn khắc khổ. Nhiều nhân chứng đã khai rằng ông ta đã hướng dẫn họ giảm cân trước khi quan hệ tình dục.
Bị cáo Lauren Salzman - con gái người đồng sáng lập NXIVM - Nancy Salzman, đã thú nhận việc giam giữ một phụ nữ người Mexico trong một căn phòng kín trong vòng 2 năm. Salzman cũng thừa nhận các hành vi trong quá trình là thành viên của một nhóm nhỏ bí mật bên trong NXIVM, gọi là DOS, viết tắt của Domunus Obsequious Sororium (theo tiếng Latinh có nghĩa là "Master Over the Slave Women", nôm na là "chủ của những nữ nô lệ"), trong đó các công tố viên đã buộc tội họ bỏ đói các nô lệ tình dục và đánh dấu lên người phụ nữ bằng sắt nung ký tự viết tắt tên của giáo chủ Keith Raniere là KR và một số người được lệnh quan hệ tình dục với Raniere. Salzman hiện đang phải đối mặt với 20 năm tù với tội danh âm mưu tống tiền, nhưng các công tố viên có thể sẽ đề nghị cho cô mức án giảm nhẹ dựa theo thỏa thuận hợp tác. Mẹ của Salzman - bà Nancy Salzman cũng là một trong những người hiếm hoi của NXIVM thừa nhận tội lỗi. Tuy nhiên, các luật sư của bà kiên quyết phủ nhận rằng thân chủ của mình đang bằng mọi cách hợp tác với các công tố viên để đưa ra bằng chứng chống lại các đồng phạm trong tổ chức nhằm giảm nhẹ tội.

## Liên kết ngoàɪ
- Website chính thức
- The NXIVM Files
- Times Union Special Report
- Frank Report
- Meier, Barry (ngày 17 tháng 10 năm 2017). "Inside a Secretive Group Where Women Are Branded". The New York Times. Truy cập ngày 10 tháng 2 năm 2018.